# Dan Dungaciu
Dan Gheorghe Dungaciu (n. 3 octombrie 1968, Târgu Mureș) este un sociolog și geopolitician român, profesor universitar la Catedra de Sociologie a Universității din București, coordonatorul Masteratului de Studii de Securitate al aceleiași universități, director al Institutului de Științe Politice și Relații Internaționale „Ion I. C. Brătianu” al Academiei Române și președintele Fundației Universitare a Mării Negre din România. A fost Secretar de Stat în MAE de la București și consilier pentru integrare europeană la Președinția Republicii Moldova. La Chișinău a fost decorat cu Premiul de Stat „Ordinul de Onoare” în 2009.
Dungaciu a fost trimis de DNA în judecată pentru abuz în serviciu în 2024.

## Activitate politică

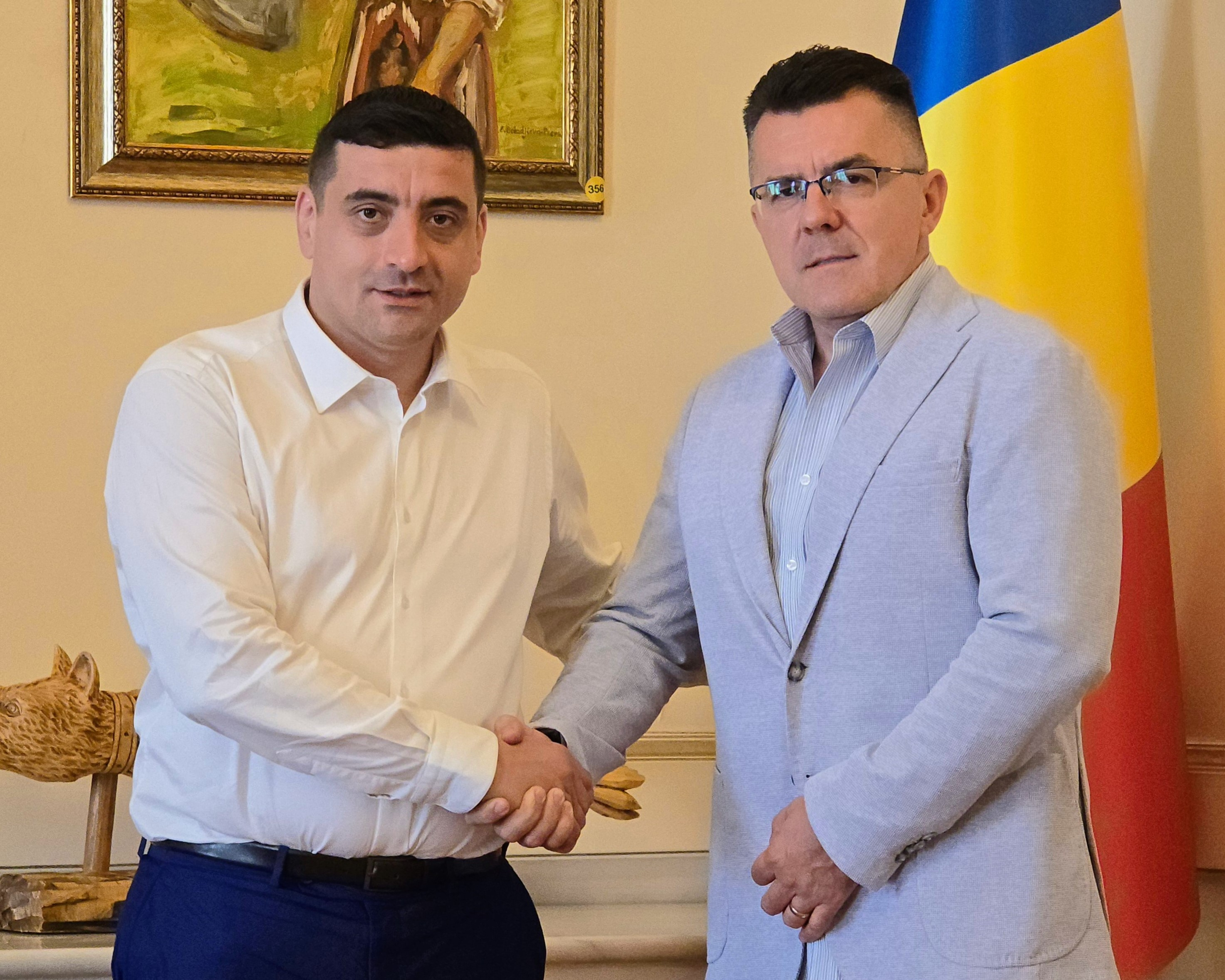
Dungaciu cu George Simion în Parlamentul României, 2 iunie 2025

Pe 2 iunie 2025, George Simion l-a anunțat pe Dungaciu în funcția de consultant pentru relații externe al partidului politic Alianța pentru Unirea Românilor (AUR). Anunțul a venit concomitent cu alăturarea AUR a lui Silvia Uscov și Andrei Gușă.

## Viața personală
Dan Dungaciu este căsătorit din anul 2012 cu jurnalista de televiziune Stela Popa.

## Proiecte
- Fundația Universitară a Mării Negre - (FUMN)
- Institutul de Științe Politice și Relații Internaționale „Ion I.C.Brătianu” - (ISPRI)

- Laborator de Analiză a Războiului Informațional și Comunicare Strategică - (LARICS)
- Laboratorul de Sociologia și Geopolitica Religiilor - (LSGR)

## Cărți publicate
- Sociologia și geopolitica frontierei (coautor), 2 volume, 1995;
- Istoria sociologiei. Teorii contemporane (coautor), 1996
- Sociologia românească interbelică în context european, 2002
- Națiunea și provocările (post)modernității, 2002
- Moldova ante portas, Editura Tritonic, 2005
- Cine suntem noi? Cronici de la Est de Vest, Editura Cartier, Colectia Cartier Istoric, 2009
- Basarabia e Romania? Dileme identare si geopolitice, Editura Cartier, 2011
- Istoria prin ochii diplomatului, Editura Rao, 2014. Mircea Malița, Dan Dungaciu
- Enciclopedia relațiilor internaționale, 2 volume, Editura Rao, 2017 (editor)
- Reunirea, Editura Litera, 2017
- Nihil obstat. Elemente pentru o teorie a natiunii si nationalismului, Editura Libris, 2018.